# The Ghost of Her
The Ghost of Her , es el álbum, debut de la banda chilena Lesbos in Love , editado el 2006, producido por Lesbos in Love. Fue grabado, mezclado y masterizado en Estudio "Laberintos de la Nada" en Santiago de Chile, por Tonko Yutronic.

## Listado de canciones
- Todos los temas escritos y compuestos por Jazmin Avendaño y Tonko Yutronic, excepto el Track "Explicity" que fue escrito y compuesto por Jazmin Avendaño y Cristhian Toro.

1. "The End" (3:48)
2. "Anjo" (5:45)
3. "Fear Anything" (3:22)
4. "Alem do Sol" (5:47)
5. "Explicity" (4:58)
6. "Lenore" (4:56)
7. "Behind th Wall" (3:48)
8. "Come to Me" (4:40)
9. "Perfect" (3:37)